# Гросфишлинген
Гросфишлинген (њем. Großfischlingen) општина је у њемачкој савезној држави Рајна-Палатинат. Једно је од 74 општинска средишта округа Зидлихе Вајнштрасе. Према процјени из 2010. у општини је живјело 628 становника. Посједује регионалну шифру (AGS) 7337035.

## Географски и демографски подаци
Гросфишлинген се налази у савезној држави Рајна-Палатинат у округу Зидлихе Вајнштрасе. Општина се налази на надморској висини од 132 метра. Површина општине износи 4,3 km². У самом мјесту је, према процјени из 2010. године, живјело 628 становника. Просјечна густина становништва износи 146 становника/km².